# Polyploviricotina
Sous-embranchement
Les Polyploviricotina sont un sous-embranchement de virus à ARN monocaténaire de polarité négative de l'embranchement des Negarnaviricota. Le nom polyploviricotina provient du grec ancien πολύπλοκος signifiant « complexe ».

## Liste des classes, ordres et familles
- Sous-embranchement : Polyploviricotina[2]
  - Classe : Bunyaviricetes
    - Ordre : Elliovirales
      - Famille : Arenaviridae
      - Famille : Cruliviridae
      - Famille : Fimoviridae
      - Famille : Hantaviridae
      - Famille : Leishbuviridae
      - Famille : Mypoviridae
      - Famille : Nairoviridae
      - Famille : Peribunyaviridae
      - Famille : Phasmaviridae (en)
      - Famille : Phenuiviridae
      - Famille : Tospoviridae
      - Famille : Wupedeviridae

  - Classe : Insthoviricetes
    - Ordre : Articulavirales
      - Famille : Amnoonviridae (en)
      - Famille : Orthomyxoviridae

## Référence biologique
- (en) ICTV : Polyploviricotina  (consulté le 5 février 2021)